# Nāḩiyat Şabbūrah
Nāḩiyat Şabbūrah (arabiska: ناحية صبورة) är ett subdistrikt i Syrien.   Det ligger i provinsen Hamah, i den centrala delen av landet, 200 km norr om huvudstaden Damaskus.
Omgivningarna runt Nāḩiyat Şabbūrah är i huvudsak ett öppet busklandskap. Runt Nāḩiyat Şabbūrah är det tätbefolkat, med 383 invånare per kvadratkilometer.